# Mathesis universalis
Mathesis universalis é, segundo Descartes, uma ciência geral capaz de explicar tudo o que diz respeito à quantidade e à ordem, independentemente dos objetos a estudar. 
Para o filósofo, embora a razão fosse comum a todos os homens, o modo de utilizá-la  poderia variar. Assim, inicia a busca do modo correto de uso da razão. Por considerar as matemáticas teóricas  como modelo do conhecimento verdadeiro e rigoroso, quis aplicar esse modelo a todos os domínios do conhecimento.

## História
O projeto da mathesis universalis foi apresentado no século XVII como parte da filosofia racionalista da época, incluindo um programa de matematização das ciências. Todavia sua significância  não se restringe a esse período, inserindo-se entre as principais ideias da civilização ocidental, e seus primórdios podem ser encontrados já nos Pitagóricos e em Platão.
Fontes da mathesis universalis encontram-se no ressurgimento do platonismo do século XV, cuja figura de proa foi Marsílio Ficino (1433-1499), autor da Theologia Platonica. Ficino - assim como Nicolau de Cusa (1401-1464), Leonardo da Vinci (1452-1519) e Nicolau Copérnico (1473-1543) - assumiu como lema o versículo bíblico citado por Santo Agostinho Omnia in numero et pondere et mensura disposuisti, Sap. 11, 21. O cerne dessa doutrina é expresso pela afirmação de Ficino de que a perfeita ordem divina do universo se reflete na mente humana em linguagem matemática. Portanto a matemática provaria ser uma chave universal para o conhecimento - daí a denominação mathesis universalis.
Essa corrente de pensamento prosseguiu no século XVI com Galileu Galilei (1564-1642) e Johannes Kepler (1571-1630), penetrando não apenas na mecânica e na astronomia, mas também nas ciências médicas, tal como representado por Paracelso (1493-1541). Não surpreende, portanto, que, no século XVII, a comunidade científica estivesse pronta a tratar da ideia de mathesis universalis como "algo óbvio, quase um lugar comum," antes mesmo que Descartes fizesse uso do termo nas suas "Regulae ad directionem ingenii".
Refletindo nisso mais atentamente, acabou por se me tornar claro que só as coisas e todas as coisas nas quais se observa a ordem e a medida, se reportam à matemática, pouco importa que esta medida se deva buscar nos números, figuras, astros, sons, ou em qualquer outro objeto; que, por consequência, deve existir uma ciência geral que explica tudo o que é possível investigar respeitante à ordem e à medida, sem aplicação a qualquer matéria especial; e que esta ciência se designa, não através de um nome de empréstimo, mas de um nome já antigo e aceite pelo uso, a mathesis universalis, dado conter tudo aquilo em virtude do que se diz que as outras ciências partiram da matemática. (Descartes, Regras, A.T., X, 377-378).
Na verdade, o método foi concebido com vistas à Mathesis universalis. Esta ciência teria características independentes dos objetos a estudar. Seria  uma ciência geral, capaz de explicar tudo o que diz respeito à  quantidade e à ordem. 
O poder da mathesis universalis não se limita unicamente ao domínio das Ciências Matemáticas. Descartes afirma a possibilidade de orientar este poder não só na direção da matemática ou das ciências em particular mas, de forma mais geral, na direção da formação ou da aquisição pelo espírito de uma atitude que sustente "juízos sólidos e verdadeiros sobre tudo aquilo que a ele se apresente" (Regra 1).
Descartes qualificava as ciências matemáticas como ciências admiráveis, pela evidência dos seus pontos de partida, pelo método rigoroso, pela precisão da sua linguagem simbólica e pela certeza dos seus conteúdos.  Seu objeto, não sendo pura criação do espírito, também não é constituído por realidades sensíveis e concretas. Os seres matemáticos, como a reta, o plano, o número, constituem um universo à parte, original e autônomo, que se basta a si mesmo - não necessitando de referência à realidade exterior. Assim, pode-se dizer que Descartes aspirava  construir a filosofia à imagem da matemática.  